# Кости (ТВ серија)
Кости је српска телевизијска серија снимана 2019. године по сценарију Николе Пејаковића у режији Саше Хајдуковића. Представља други део трилогије о граду Бања Лука који долази након великог регионалног успеха филма и серије Месо.
Прве две епизоде су премијерно приказане на Сарајево филм фестивалу. Серија је премијерно емитована на првом каналу Радио-телевизије Србије од 21. новембра 2020. године.

## Радња
„Кости“ су други дио трилогије „Месо-Кости-Кожа“ и доносе причу о људима који живе у послератном хаосу, систему у којем су потпуно разорене и породичне и друштвене и културне вриједности.
Радња серије је смештена у Бањалуку и прати живот два човека које, на први поглед, повезује само име – Коста. Док Коста Говоруша, избјеглица из Крајине, покушава да са сестром Кристином некако преживи бавећи се кречењем, Коста Гајић мирно гради каријеру у лепом друштву своје жене Зорице, иначе директорке маркетиншке агенције.
Један разговор за посао на који долази Кристина, једна маркетиншка понуда Зорице Гајић и један чин насиља у осигуравајућој кући „Асторија“ код познатог приватника Мирка Ковача, неповратно ће спојити судбину та два јунака. Ово је прича о двојици отуђеника који, погођени траумом из рата, не могу да се уклопе у разорено и корумпирано друштво. Свако на свој начин и сваки у своје време, имаће своју личну освету…
Сценарио је дело Николе Коље Пејаковића, а режија Саше Хајдуковића. Жанровски, „Кости“ можемо сврстати у шпијунски трилер, са много дијалога који, као и у случају „Меса“, звуче као да су посуђени из свакодневног живота.

## Улоге
| Глумац                        | Улога                 |
| ----------------------------- | --------------------- |
| Јово Максић                   | Коста Говоруша        |
| Љубиша Савановић              | Коста Гајић           |
| Александар Ђурица             | Златко Таминџија Тама |
| Никола Пејаковић              | отац Драган           |
| Милица Јаневски               | Зорица Гајић          |
| Борис Исаковић                | Бранко Газдић Газда   |
| Леа Секулић                   | Кристина Говоруша     |
| Драган Мићановић              | Енглез                |
| Никола Ракочевић              | Мирко Ковач           |
| Николина Фригановић           | Љиља                  |
| Дејан Аћимовић                | Ђуро Ковач            |
| Горан Султановић              | Дида                  |
| Марина Воденичар              | Марија                |
| Жељко Еркић                   | Чупо                  |
| Борис Шавија                  | Дробњак               |
| Владимир Ђорђевић             | Шарени                |
| Љубомир Бандовић              | Џаја                  |
| Игор Ђорђевић                 | Гракалица             |
| Факета Салихбеговић - Авдагић | Надица                |
| Александар Стојковић          | Радојица Жунић        |
| Ђорђе Марковић                | Бошко                 |
| Драгана Марић                 | Далиборка             |
| Александар Ристановић         | Мрђа                  |
| Сенад Милановић               | Драго                 |
| Жељко Стјепановић             | портир                |
| Бојан Колопић                 | цвикераш              |
| Бора Ненић                    | Меша                  |
| Никола Брадић                 | Самир                 |
| Слађана Зрнић                 | Јаца                  |
| Мугдим Авдагић                | Мићко                 |
| Бранкица Раковић              | Раденка Шубара        |
| Миљка Брђанин Бајић           | Мирна                 |
| Ана Анђелић                   | Мина                  |
| Александар Руњић              | Ћоро                  |
| Жељко Милићевић               | Кобац                 |
| Душан Јакишић                 | Грга                  |
| Раденка Шева                  | Владанка              |
| Марко Вукосав                 | Зока                  |
| Игор Калаба                   | водитељ               |
| Јелена Бабић                  | водитељка             |
| Тијана Јовановић              | конобарица            |
| Милица Петровић               | докторка              |
| Вања Партало                  | новинарка             |
| Велимир Бланић                | Саша Радановић        |
| Рајко Вуковић                 | доктор                |
| Гордана Милиновић             | Смиља                 |
| Александар Бланић             | адвокат               |
| Златан Видовић                | Мики                  |
| Бранко Јанковић               | мајстор               |
| Горан Јокић                   | трећи мајстор         |
| Александра Спасојевић         | др Давидовић          |
| Ковиљка Шипка                 | баба                  |
| Вера Пејаковић                | Вера                  |
| Сретен Сибинчић               | полицајац             |
| Бојан Жировић                 | Џони                  |

## Епизоде
| Бр. еп. (укупно) | Бр. еп. (у сезони) | Наслов          | Редитељ         | Сценариста       | Премијера          |
| --- | ------------------ | --------------- | --------------- | ---------------- | ------------------ |
| 1 | 1                  | Сви ми          | Саша Хајдуковић | Никола Пејаковић | 21. новембар 2020. |
| Бања Лука 2019 године. Док Коста Говоруша, избеглица из Крајине, покушава да са сестром Кристином некако преживи бавећи се кречењем, Коста Гајић мирно гради политичку каријеру у друштву своје жене Зорице, иначе директорке маркетиншке агенције Зора. Један разговор за посао на који долази Кристина и једна маркетиншка понуда Зорице Гајић у осигуравајућој кући Асторија, код познатог приватника Мирка Ковача, неповратно ће утицати на живот обојице Коста... |                    |                 |                 |                  |                    |
| 2 | 2                  | Странац         | Саша Хајдуковић | Никола Пејаковић | 22. новембар 2020. |
| Коста Говоруша покушава да схвати шта се догодило са његовом сестром Кристином на "разговору за посао" код Мирка Ковача. У животу Косте Гајића се изненада појављује Енглез, господин Грин, који његови политичку каријеру почиње да подстиче великом брзином... |                    |                 |                 |                  |                    |
| 3 | 3                  | Бука и бијес    | Саша Хајдуковић | Никола Пејаковић | 28. новембар 2020. |
| Све више ствари почињу да притискају Косту Говорушу. Трауматична прошлост и фрустрирајућа садашњост сливају се у једну те исту емоцију. Коста Гајић полако схвата озбиљност ситуације у којој се нашао и почиње да се пита: шта ће све Енглез Грин затражити од њега за услуге које му чини?... |                    |                 |                 |                  |                    |
| 4 | 4                  | На путу         | Саша Хајдуковић | Никола Пејаковић | 29. новембар 2020. |
| Кроз визуру локалног шпијуна Чупе сазнајемо какав план је смислио Ђуро Ковач да освети сина и како ће на све то реаговати Таминџија и Газдић. За то време, отац Драган креће на пут за Београд да види и сазна шта се догађа са особом која га је одавно напустила... |                    |                 |                 |                  |                    |
| 5 | 5                  | Почетници       | Саша Хајдуковић | Никола Пејаковић | 5. децембар 2020.  |
| Ова епизода започиње доласком Косте Гајића у његов нови кабинет. Отац Драган покушава да нађе лек за Мирјанину "болест", а Коста Говоруша поново, први пут после акције "Олуја", седа у аутомобил. Тако сваки од ликова у серији бива на неком новом почетку... |                    |                 |                 |                  |                    |
| 6 | 6                  | Сљепило         | Саша Хајдуковић | Никола Пејаковић | 6. децембар 2020.  |
| Слава у дому Косте Гајића која не пролази мирно, зато што долазак Енглеза Грина на славу додатно узбурка већ нарушене политичке и личне односе међу јунацима серије. Коста Говоруша полази у своју личну освету Бања Луци, граду у којем је почео да живи након "Олује"... |                    |                 |                 |                  |                    |
| 7 | 7                  | Круг се затвара | Саша Хајдуковић | Никола Пејаковић | 12. децембар 2020. |
| Забава на којој се окупља политичка елита, како би се опустили и смирили тензије, претвара се у нешто потпуно другачије. След бизарних догађаја на забави нешто је што Коста Гајић уопште није очекивао, као што није очекивао ни да ће му брак и каријера, од када је преузео функцију, овако изгледати. Али ни сам Коста Говоруша подједнако није очекивао на какав ће начин доживети своју освету...                                                                |                    |                 |                 |                  |                    |
| 8 | 8                  | Мучнина         | Саша Хајдуковић | Никола Пејаковић | 13. децембар 2020. |
| Меша се враћа у Бања Луку и покушава да позитивно утиче на живот Косте Говоруше. Мирјана, Драганова жена, ухваћена је на граници са хероином и отац Драган моли Косту Гајића да му помогне. Отац Драган креће са инспектором Џајићем у Градишку, да помогне својој жени да се извуче из ситуације у којој се нашла... |                    |                 |                 |                  |                    |
| 9 | 9                  | Срце таме       | Саша Хајдуковић | Никола Пејаковић | 19. децембар 2020. |
| Сазнајемо какви су дефинитивни планови за Таминџију и какав је план Енглез Грин осмислио да му оконча политичку каријеру. Али оно што је још важније је како ће сам Таминџија реаговати на све то што му се спрема... |                    |                 |                 |                  |                    |
| 10 | 10                 | Три тачке       | Саша Хајдуковић | Никола Пејаковић | 20. децембар 2020. |
| Последња епизода доноси нам одговоре на многа питања... Како ће се завршити обрачун Таминџије и Гајића? Шта ће се десити са оцем Драганом и његовом женом? Како ће се Коста Говоруша помирити са Љиљином смрћу?... |                    |                 |                 |                  |                    |